# Želva krabičná
Želva krabičná (Terrapene ornata) je sladkovodní severoamerická želva z rodu Terrapene.

## Popis
Dorůstá se až 20 cm. Může se dožít i 100 let. Její zbarvení je hnědé až olivově hnědé. Většinou má nepravidelné, podélné, žluté nebo oranžové skvrny. Plastron má žlutý až hnědý s tmavými skvrnami. Dospělé želvy se mohou do krunýře zcela uzavřít. Hlavu a nohy má skvrnité. Samci mají červenou duhovku, samice mají duhovku šedou nebo hnědou. Na silných nohách má 4 drápy. Hlavu má hranatou.
Její největší zajímavostí je kloub, který příčně probíhá břišní částí krunýře a umožňuje "uzavření" pancíře zatáhnutím jeho části. Zajímavé je také rozlišení pohlaví barvou očí, samečci mají červenohnědé zabarvení, samičky žlutavé.

## Potrava
Patří mezi všežravce. Živí převážně masitou potravou, jako jsou šneci a další suchozemští měkkýši. Rostlinnou potravu pojídá pouze pro doplnění živin. Zvláštní pochoutkou jsou pro ni houby, z nichž žere i jedovaté druhy. Jed obsažený v houbách želvě neškodí, ukládá se však v jejich tkáních a může ohrozit predátory (včetně člověka), pokud želvu pozřou.

## Výskyt
Běžně se vyskytuje na východě Spojených států amerických, v Mexiku, mezi západními přítoky řeky Mississippi, kde pobývá v travnatých krajích blízko vody. V zimě přezimuje ve vodě, kam se také vydává za přílišného horka.

## Chov
K chovu této želvy použijeme terárium o rozměrech dna minimálně 60 krát 60 cm, lépe však větší. Jako substrát je nejvhodnější hrabanka nebo rašelina, a to v poměrně silné vrstvě, protože se do ní želva ráda zahrabává. Především pro mláďata je nezbytností zdroj světla, pod nějž umístíme větší plochý kámen, na němž se bude želva vyhřívat. Dospělé želvy krabičné se však, např. ve srovnání s želvou nádhernou nebo želvami rodu Testudo, sluní poměrně málo. Přestože se jedná o suchozemskou želvu, ráda se koupe a potřebuje hodně pít. Proto je důležité vybavit terárium nádržkou nebo aspoň větší miskou s vodou (tak velkou, aby se do ní celá želva vešla, ale mohla odsud pohodlně vylézt). Želvy do vody také s oblibou odkládají trus. Aby se želva v teráriu cítila bezpečně, je vhodné pro ni vytvořit úkryt, např. z kořene, kůry nebo většího květináče. Tento druh želvy přijímá smíšenou potravu, mláďatům podáváme kousky masa, ryb, žížaly, moučné červy, cvrčky, sušené blešivce a další živočišnou potravu, jak želva dospívá, je vhodné zvyšovat podíl rostlinné potravy, jíž tvoří ovoce (jablko, hruška, hrozny, jahody, borůvky, pomeranče...), zelenina (rajče, syrová i vařená mrkev, salát, čínské zelí) a další rostliny (listy a květy smetanky, jetel, jahodník, tráva). Želvy rády přijímají i vařené brambory či batáty, vařené vejce, tvaroh či jogurt. Vhodné je potravu obohatit minerálními přípravky a vitamíny. Pokud se chceme pokusit o odchov, je nutné zvířata zazimovat. Tato želva patří mezi velmi dlouhověké druhy. Při vhodné péči se může dožít více než 120 let.